# 黑森-洪堡的阿馬莉
黑森-洪堡的阿馬莉（德語：Amalie von Hessen-Homburg，1774年6月29日—1846年2月3日），安哈特-德紹公爵世子夫人，黑森-洪堡伯爵腓特烈五世的女兒。

## 家庭
1792年，阿馬莉與安哈特-德紹的腓特烈結婚，兩人共有4子2女：
1. 奧古斯塔（英语：Auguste of Anhalt-Dessau）（1793年—1854年）
2. 利奧波德（1794年—1871年）
3. 格奧爾格·伯恩哈德（英语：Prince George Bernhard of Anhalt-Dessau）（1796年—1865年）
4. 路易絲（英语：Princess Louise of Anhalt-Dessau (1798–1858)）（1798年—1858年）
5. 腓特烈·奧古斯特（1799年—1864年）
6. 威廉（德语：Wilhelm von Anhalt-Dessau）（1807年—1864年）